# St. George (Utah)
St. George és una població dels Estats Units a l'estat de Utah. Segons el cens del 2007 estimated tenia 72.718 habitants.

## Demografia
Segons el cens del 2000, St. George tenia 49.663 habitants, 17.367 habitatges, i 13.042 famílies. La densitat de població era de 297,7 habitants per km².
Dels 17.367 habitatges en un 34,2% hi vivien nens de menys de 18 anys, en un 63,6% hi vivien parelles casades, en un 8,6% dones solteres, i en un 24,9% no eren unitats familiars. En el 19,4% dels habitatges hi vivien persones soles el 10,2% de les quals corresponia a persones de 65 anys o més que vivien soles. El nombre mitjà de persones vivint en cada habitatge era de 2,81 i el nombre mitjà de persones que vivien en cada família era de 3,21.
Per edats la població es repartia de la següent manera: un 28,4% tenia menys de 18 anys, un 13,7% entre 18 i 24, un 22% entre 25 i 44, un 16,8% de 45 a 60 i un 19,3% 65 anys o més.
L'edat mediana era de 31 anys. Per cada 100 dones de 18 o més anys hi havia 91,2 homes.
La renda mediana per habitatge era de 36.505 $ i la renda mediana per família de 41.788 $. Els homes tenien una renda mediana de 31.106 $ mentre que les dones 20.861 $. La renda per capita de la població era de 17.022 $. Entorn del 7,4% de les famílies i l'11,6% de la població estaven per davall del llindar de pobresa.

## Personalitats
- Amanda Righetti. Actriu i productora de cinema.